# Эскадренные миноносцы типа «Слейпнер»
Тип «Слейпнер» (норв. Sleipner-klasse) — серия норвежских малых эсминцев, классифицируемых порой также как миноносцы. Были спроектированы как универсальные корабли, способные также использоваться в роли минных заградителей. В 1934—1939 годах были построены три корабля этого типа, также к нему порой относят три эсминца типа «Один», построенные по существенно изменённому проекту. Эсминцы типа «Слейпнер» являлись одними из наиболее современных кораблей КВМС Норвегии ко времени германского вторжения. Один из них, «Эгер», был выброшен экипажем на берег после повреждений, нанесённых ему германскими бомбардировщиками, а «Гюллер» был захввачен германскими войсками, тогда как «Слейпнер» стал единственным из современных норвежских военных кораблей, которому удалось уйти в Великобританию, где он использовался норвежскими силами в течение всей Второй мировой войны. После войны, «Слейпнер» и возвращённый в мае 1945 года «Гюллер» были в середине 1950-х годов переоборудованы во фрегаты, прежде чем быть снятыми с вооружения в 1959 году.

## Представители
| Название          | Закладка       | Спуск на воду   | Вступление в строй | Судьба                                                                   |
| ----------------- | -------------- | --------------- | ------------------ | ------------------------------------------------------------------------ |
| Слейпнер Sleipner | 3 октября 1934 | 7 мая 1936      | 1937               | снят с вооружения в 1959 и пущен на слом                                 |
| Эгер Æger         | 1935           | 25 августа 1936 | 1938               | выброшен на берег после повреждения германскими самолётами 9 апреля 1940 |
| Гюллер Gyller     | 1937           | 7 июля 1938     | 1939               | снят с вооружения в 1959 и пущен на слом                                 |